# Lijst van acteurs in A Bridge Too Far
Hieronder volgt een lijst van acteurs in de film A Bridge Too Far.

## Hoofdrollen
| Acteur            | Personage                                                            |
| ----------------- | -------------------------------------------------------------------- |
| Hoofdrollen       |                                                                      |
| Dirk Bogarde      | Luitenant-generaal Sir Frederick 'Boy' Browning                      |
| James Caan        | stafsergeant Eddie Dohun ( de soldaat die de arts onder schot hield) |
| Michael Caine     | luitenant-kolonel J.O.E. Vandeleur                                   |
| Sean Connery      | generaal-majoor Roy E Urquhart                                       |
| Edward Fox        | luitenant-generaal Sir Brian Horrocks                                |
| Elliott Gould     | kolonel Robert Stout                                                 |
| Gene Hackman      | generaal-majoor Stanisław Sosabowski                                 |
| Anthony Hopkins   | luitenant-kolonel John Frost                                         |
| Hardy Krüger      | generaal-majoor Ludwig                                               |
| Ryan O'Neal       | generaal-majoor James Gavin                                          |
| Laurence Olivier  | dr. Jan Spaander                                                     |
| Robert Redford    | majoor Julian Cook                                                   |
| Maximilian Schell | SS-Obergruppenführer Wilhelm Bittrich                                |
| Liv Ullmann       | Kate ter Horst                                                       |

## Bijrollen
| Acteur            | Personage                                                                             |
| ----------------- | ------------------------------------------------------------------------------------- |
| Bijrollen         |                                                                                       |
| Denholm Elliott   | meteorologisch officier bij de RAF                                                    |
| Peter Faber       | kapitein Harry Bestebreurtje                                                          |
| Christopher Good  | majoor Carlyle (de militair met paraplu; in werkelijkheid majoor Digby Tatham-Warter) |
| Lex van Delden    | Matthias (Duitse onderhandelaar met witte vlag bij de Rijnbrug)                       |
| Frank Grimes      | majoor Fuller                                                                         |
| Jeremy Kemp       | briefing officer bij de RAF                                                           |
| Wolfgang Preiss   | veldmaarschalk Gerd von Rundstedt                                                     |
| Nicholas Campbell | kapitein Glass                                                                        |
| Paul Copley       | soldaat Wicks (oppasser Kolonel John Frost)                                           |
| Donald Douglas    | brigade-generaal Gerald Lathbury                                                      |
| Keith Drinkel     | luitenant Cornish                                                                     |
| Col Farrell       | korporaal Hancock                                                                     |
| Richard Kane      | kolonel Weaver                                                                        |
| Walter Kohut      | veldmaarschalk Walter Model                                                           |
| Paul Maxwell      | generaal-majoor Maxwell Taylor                                                        |
| Stephen Moore     | majoor Robert Steele, gebaseerd op de persoon van Tony Deane-Drummond                 |
| Donald Pickering  | luitenant-kolonel Mackenzie                                                           |
| Gerald Sim        | kolonel Sims                                                                          |
| Mary Smithuysen   | oude Nederlandse vrouw                                                                |
| John Stride       | majoor bij de Grenadier Guards                                                        |
| Siem Vroom        | leider van het ondergronds verzet                                                     |
| Erik van 't Wout  | zoon van de leider van het verzet (Siem Vroom)                                        |

## Overige personages
De acteurs en personen in onderstaande lijst hebben een minder prominente rol gespeeld in de film. Het betreffen hier onder andere soldaten of personen met slechts een enkele tekstregel. Daarnaast komt in de film een aantal archiefbeelden voor, waarop personen staan die een belangrijke rol hebben gespeeld tijdens de Tweede Wereldoorlog en het naderde einde daarvan.

### Acteurs met een enkele tekstregel
| Acteur                            | Personage                                              |
| --------------------------------- | ------------------------------------------------------ |
| Acteurs met een enkele tekstregel |                                                        |
| Sebastian Abineri                 | sergeant Treadwell                                     |
| Marlies van Alcmaer               | vrouw van de leider van het verzet (Siem Vroom)        |
| Henny Alma                        | Nederlandse dorpeling                                  |
| Anthony Garner                    | Brits stafmajoor                                       |
| Alun Armstrong                    | korporaal Davies (arts veldhospitaal)                  |
| Feliks Arons                      | Nederlandse priester                                   |
| David Auker                       | 'Taffy' Brace ( Hospik)                                |
| Michael Bangerter                 | Britse stafkolonel                                     |
| Hartmut Becker                    | Duitse schildwacht                                     |
| Tom van Beek                      | Jan ter Horst                                          |
| Tim Beekman                       | Duitse soldaat                                         |
| Hans von Borsody                  | General der Infanterie Gunther Blumentritt             |
| Bertus Botterman                  | Nederlandse dorpeling                                  |
| Andrew Branch                     | fluitist                                               |
| Michael Byrne                     | luitenant-kolonel Giles Vandeleur                      |
| Milton Cadman                     | soldaat Long                                           |
| Simon Chandler                    | soldaat Simmonds                                       |
| Erik Chitty                       | organist                                               |
| Ben Cross                         | 'trooper Binns                                         |
| Shaun Curry                       | korporaal Robbins                                      |
| David English                     | soldaat Andrews                                        |
| Michael Graham Cox                | kapitein Cleminson                                     |
| Hans Croiset                      | zoon van oude Nederlandse vrouw (Mary Smithuysen)      |
| Harry Ditson                      | Amerikaans soldaat                                     |
| Jack Galloway                     | soldaat Vincent                                        |
| Peter Gordon                      | Amerikaans sergeant                                    |
| Michael Graves                    | Brits medisch ziekenhuisbroeder                        |
| Norman Gregory                    | soldaat Morgan                                         |
| Pieter Groenier                   | Nederlandse jongeman                                   |
| Brian Gwaspari                    | Amerikaans ingenieur                                   |
| Jonathan Hackett                  | zweefvliegtuigpiloot                                   |
| Garrick Hagon                     | luitenant Rafferty                                     |
| Brian Hawksley                    | dominee                                                |
| Arthur Hill                       | Amerikaans medisch kolonel                             |
| Geoffrey Hinsliff                 | Britser radio-operator                                 |
| Ben Howard                        | sergeant Towns                                         |
| George Innes                      | sergeant Macdonald                                     |
| Ray Jewers                        | Amerikaanse radio-operator                             |
| John Judd                         | sergeant Clegg                                         |
| Edward Kalinski                   | soldaat Archer                                         |
| Neil Kennedy                      | kolonel Barker                                         |
| Adriënne Kleiweg                  | jonge Nederlandse vrouw                                |
| Stanley Lebor                     | regiments-sergeant-majoor                              |
| Ian Liston                        | sergeant Whitney                                       |
| Sean Mathias                      | luitenant bij de Irish Guards                          |
| Barry McCarthy                    | soldaat Clark                                          |
| Anthony Milner                    | soldaat Dodds                                          |
| Hilary Minster                    | Brits medisch officier                                 |
| Timothy Morand                    | Brits korporaal                                        |
| John Morton                       | Amerikaans Padre                                       |
| Niall Padden                      | Brits verpleger                                        |
| John Peel                         | Duits luitenant                                        |
| Josephine Peeper                  | serveerster in een café                                |
| Anthony Pullen Shaw               | Amerikaans kapitein                                    |
| Paul Rattee                       | soldaat Gordon                                         |
| John Ratzenberger                 | Amerikaans luitenant                                   |
| Stephen Rayment                   | luitenant bij de Grenadier Guards                      |
| Philip Raymond                    | kolonel bij de Grenadier Guards                        |
| Myles Reithermann                 | chauffeur boottransporteur                             |
| Georgette Rejewski                | oude, Nederlandse vrouw                                |
| Dick Rienstra                     | kapitein Krafft                                        |
| Patrick Ryecart                   | Duitse luitenant                                       |
| Toby Salaman                      | soldaat Stephenson                                     |
| John Salthouse                    | soldaat 'Ginger' Marsh (van de gedropte rode baretten) |
| Edward Seckerson                  | Brits aalmoezenier                                     |
| Peter Settelen                    | luitenant Cole                                         |
| Mark Sheridan                     | sergeant Tomblin                                       |
| Johan te Slaa                     | oude, Nederlandse man                                  |
| James Wardroper                   | soldaat Gibbs                                          |
| Chris Williams                    | korporaal Merrick                                      |
| Fred Williams                     | kapitein Grabner                                       |
| Michael Wolf                      | veldmaarschalk Walter Models oppasser                  |

### Soldaten
| Acteur              | Personage |
| ------------------- | --------- |
| Soldaten            |           |
| Cees Lange          |           |
| Stuart Blake        |           |
| Ray Boyd            |           |
| Stephen Churchett   |           |
| Jon Croft           |           |
| Patrick Dickson     |           |
| Adrian Gibbs        |           |
| Jason Gregory       |           |
| Stewart Guidotti    |           |
| Patrick Hannaway    |           |
| Brian Haughton      |           |
| Anthony Howden      |           |
| Frank Jarvis        |           |
| David Killick       |           |
| Dan Long            |           |
| Gerald Martin       |           |
| Edward McDermott    |           |
| Tony McHale         |           |
| Jack McKenzie       |           |
| Francis Mughan      |           |
| Richard Ommanney    |           |
| Peter Quince        |           |
| Robin Scobey        |           |
| Farrell Sheridan    |           |
| James Snell         |           |
| Michael Stock       |           |
| David Stockton      |           |
| Paul Vaughan-Teague |           |
| Jason White         |           |
| Mark York           |           |

### Personen op archiefbeelden
| Acteur                     | Personage |
| -------------------------- | --------- |
| Personen op archiefbeelden |           |
| Omar Bradley               |           |
| Winston Churchill          |           |
| Charles de Gaulle          |           |
| Dwight Eisenhower          |           |
| Adolf Hitler               |           |
| Alfred Jodl                |           |
| Trafford Leigh-Mallory     |           |
| Bernard Montgomery         |           |
| George Patton              |           |
| Bertram Ramsay             |           |
| Erwin Rommel               |           |
| Franklin Delano Roosevelt  |           |
| Walter Bedell Smith        |           |
| Arthur Tedder              |           |